# Formica exsectoides
Formica exsectoides es una especie de hormiga del género Formica, familia Formicidae. Fue descrita científicamente por Forel en 1886.
Se distribuye por Canadá, México y los Estados Unidos. Se ha encontrado a elevaciones de hasta 2560 metros. Vive en microhábitats como montículos y nidos.